# Kołaki (Barczewo)
Kołaki (deutsch Kollacken, 1938 bis 1945 Kallacken) ist ein Ort in der polnischen Woiwodschaft Ermland-Masuren. Er gehört zur Gmina Barczewo (Stadt-und-Land-Gemeinde Wartenburg i. Ostpr.) im Powiat Olsztyński (Kreis Allenstein).

## Geographische Lage
Kołaki liegt im Westen der Woiwodschaft Ermland-Masuren, 23 Kilometer nordöstlich der Kreis- und Woiwodschaftshauptstadt Olsztyn (deutsch Allenstein).

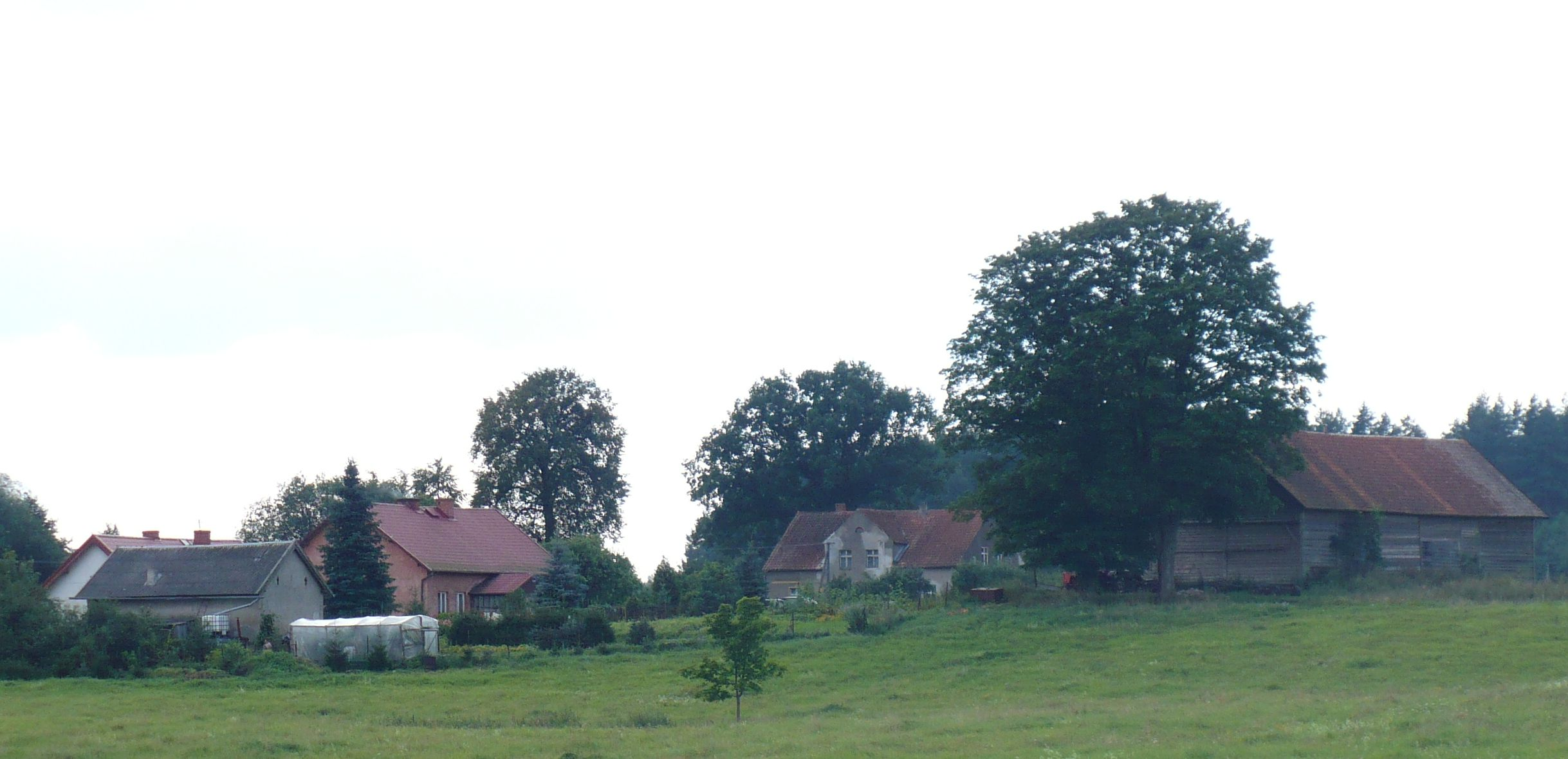
Ortsansicht Kołaki

## Geschichte
Die Gründung des kleinen Dorfes Kollacken wird auf das Jahr 1372 datiert. 1785 wurde das„königliche Bauerndorf“ im Amt Wartenburg, Kreis Heilsberg, mit vier Feuerstellen erwähnt. Die Volkszählung am 3. Dezember 1861 erbrachte neun Wohngebäude bei 68 Einwohnern.
Zwischen 1874 und 1945 gehörte die Landgemeinde Kollacken zum Amtsbezirk Cronau (polnisch Kronowo) im ostpreußischen Kreis Allenstein. Die Zahl der Dorfbewohner belief sich im Jahre 1910 auf 52, im Jahre 1933 ebenfalls auf 52.
Am 3. Juni – offiziell bestätigt am 16. Juli – 1938 erfolgte die Umbenennung von Kollacken in „Kallacken“. Die Einwohnerzahl sank bis 1939 leicht auf 49.
Als 1945 in Kriegsfolge das gesamte südliche Ostpreußen an Polen abgetreten wurde, erhielt Kallacken die polnische Namensform „Kołaki“. Der Ort ist heute Teil der Stadt-und-Land-Gemeinde Barczewo (Wartenburg i. Ostpr.) im Powiat Olsztyński (Kreis Allenstein), 1975 bis 1998 der Woiwodschaft Olsztyn, seither der Woiwodschaft Ermland-Masuren zugehörig.

## Kirche
Bis 1945 war Kollacken resp. Kallacken in die evangelische Kirche Wartenburg (Ostpreußen) (polnisch Barczewo) in der Kirchenprovinz Ostpreußen der Kirche der Altpreußischen Union, außerdem in die römisch-katholische Kirche Groß Lemkendorf (polnisch Lamkowo) eingepfarrt.
Das heutige Dorf Kołaki gehört katholischerseits weiterhin zur Kirche in Lamkowo, die jetzt allerdings dem Erzbistum Ermland zugeordnet ist. Die evangelischen Einwohner orientieren sich zur Kirche Biskupiec (Bischofsburg), einer Filialkirche der Pfarrei Sorkwity (Sorquitten) in der Diözese Masuren  der Evangelisch-Augsburgischen Kirche in Polen.

## Verkehr
Kołaki liegt an einer Nebenstraße, die bei Kronowo ((Groß) Cronau) von der Woiwodschaftsstraße 595 abzweigt und bis nach Wipsowo (Wieps) führt. Von Próle (Prohlen) führt eine Verbindungsstraße nach Kołaki.
Kołaki hat keine direkte Bahnanbindung. Die nächste Bahnstation ist Wipsowo (Wieps) an der PKP-Linie 353: Posen–Toruń–Olsztyn–Skandawa, die heute nicht mehr bis nach Tschernjachowsk (Insterburg) in der russischen Oblast Kaliningrad (Königsberger Gebiet) führt.